# Нова Казмаска
Нова Казма́ска (рос. Новая Казмаска, удм. Выль Казьмас) — присілок в Зав'яловському районі Удмуртії, Росія.
Знаходиться на автошляху Іжевськ-Гольяни-Сарапул, на обох берегах річки Руська Казмаска, лівій притоці Позимі.

## Населення
Населення — 1327 осіб (2010; 1184 в 2002).
Національний склад станом на 2002 рік:
- удмурти — 73 %

## Історія
До революції присілок входило в Сарапульський повіт В'ятської губернії. За даними 10-ї ревізії в 1859 році в 52 дворах проживало 513 осіб, працювали 3 млини та кузня. З 1925 року присілок входило в склад Новомартьяновської сільради, ставши її центром. В 1954 році до сільради було приєднано сусідні Ільїнську та Казмаську (з центром в селі Стара Казмаска) сільради, і утворена Казмаська сільська рада.

## Економіка
Головним підприємством присілка є ВАТ імені Азіна, перетворене з однойменного колгоспу.
Із закладів соціальної сфери працюють середня школа, дитячий садок та клуб.

## Урбаноніми
- вулиці — Джерельна, Зарічна, Злобіна, імені Азіна, Колгоспна, Лучна, Миру, Молодіжна, Нагірна, Орлова, Підгарна, Підлісна, Польова, Садова, Соснова, Сосунова, Удмуртська, Шкільна, Шурйилка, Ювілейна
- провулки — Березовий, Журавльовський, Східний, Молдовський, Парниковий, Північний, Сосновий, Ястребовський[6]